# Enter the Haggis
Enter the Haggis, auch EtH oder Haggis, ist eine kanadisch-schottische Folkrock-Band aus Toronto in Kanada. Die Gruppe existiert seit 1996. In Deutschland traten sie erstmals 2005 im Rahmen des Folk-im-Schlosshof-Festivals in Bonfeld bei Heilbronn auf. Viele Fans der Band in Nordamerika und Europa nennen sich „Haggis Heads“, in Deutschland entsprechend „Haggisköpfe“. Haggis ist ein schottisches Nationalgericht.
Die Musik von Enter the Haggis wird bisweilen als „Celtic Fusion“ oder „Newgrass“ – abgeleitet von Bluegrass – bezeichnet. Ihr typischer Sound entsteht durch die Kombination „keltischer“ Folkloreinstrumente mit moderner Rockmusik. Durch die von Bandgründer Craig Downie gespielten Great Highland Bagpipes erinnert die Musik der Band an schottische Folkmusik.
Seit der Bandgründung unternahm Enter the Haggis viele Tourneen in Kanada, Europa und den USA. Außerdem traten sie auf vielen großen internationalen Folk- und Folk-Rock-Festivals auf.
Im September 2014 wurde bekanntgegeben, dass der Name der Band in „Jubilee Riots“ geändert werde, diese Änderung wurde allerdings Ende 2015 wieder rückgängig gemacht, da sie bei den Fans nicht positiv aufgenommen wurde.

## Diskografie
- 1998: Let the Wind Blow High
- 2001: Aerials
- 2002: ETH Live!
- 2004: Live at Lanigan's Ball (DVD)
- 2004: Casualties of Retail
- 2006: Soapbox Heroes
- 2007: Northampton
- 2009: Gutter Anthems
- 2009: Alternates (EP)
- 2009: Live at the Real Room (DVD)
- 2011: Whitelake
- 2012: 2012 Live
- 2013: The Modest Revolution
- 2013: Live at Saint Claire
- 2014: Live at Saint Claire (DVD)
- 2014: Valentine's Day (EP)
- 2014: Penny Red (EP; veröffentlicht als „Jubilee Riots“)
- 2014: Penny Black (veröffentlicht als „Jubilee Riots“)
- 2015: Cheers and Echoes (Best of-Compilation)
- 2015: Live at the Westcott
- 2016: Broken Arms (EP)
- 2020: The Archer's Parade